# Brandenburger Tor (sång)
För andra betydelser, se Brandenburger Tor (olika betydelser).

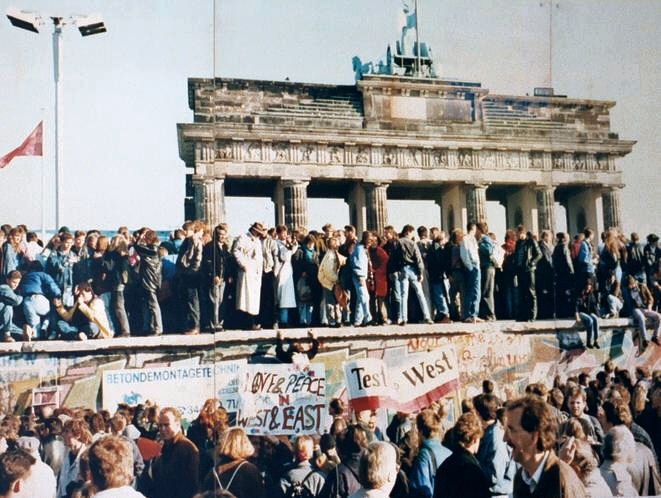
Berlinmuren rivs vid Brandenburger Tor i november 1989.

"Brandenburger Tor" hette Norges bidrag i Eurovision Song Contest 1990 i Zagreb, och sjöngs på norska av Ketil Stokkan.
Sångtexten är inspirerad av Berlinmurens rivning och Revolutionerna i Östeuropa 1989, och känslorna när de två delarna av Berlin återförenades, och Brandenburger Tor inte längre representerade gränsen mellan Väst- och Östtyskland. Själva sången är en upptempolåt. Ketil Stokkan spelade också in sången på engelska, där den ocskå heter "Brandenburger Tor", och fungerade som B-sida till singeln "Brandenburger Tor".
Låten startade som nummer nio ut den kvällen, efter Islands Stjórnin med "Eitt lag enn" och före Israels Rita med "Shara Barkhovot". Efter omröstningen hade låten fått åtta poäng, och hamnade på delad 21:a-plats av 22 bidrag.

### Fotnoter
1. ↑  ”Eurovisionen år 1990”. Yle. 8 maj 2015. http://svenska.yle.fi/artikel/2015/05/08/eurovisionen-ar-1990. Läst 8 december 2015.
2. ↑  ”Brandenburger Tor” (på norska). Rockipedia. Arkiverad från originalet den 29 november 2021. https://web.archive.org/web/20211129124037/https://www.rockipedia.no/utgivelser/brandenburger_tor-22125/. Läst 29 november 2021.
3. ↑  ”Eurovision 1990 Results” (på engelska). Eurovision World. https://eurovisionworld.com/eurovision/1990. Läst 29 november 2021.
4. ↑  Charlotte Jensen (19 januari 2021). ”Thank you, Ketil Stokkan for bringing back my teenage years” (på engelska). Eurovisionary. https://eurovisionary.com/thank-you-ketil-stokkan-for-bringing-back-my-teenage-years/. Läst 29 november 2021.